# 東北抗日義勇軍
東北抗日義勇軍（とうほくこうにちぎゆうぐん）は、1931年の満州事変以降、中国東北部の平民や警察や東北軍の一部の官兵によって構成された義勇軍、救国軍、自衛隊などの抗日武装の総称である。東北抗日義勇軍の各部分の由来は以下を含むが、それだけに限定されない。
- 1931年9月18日　満州事変発生時、遼寧省警務処処長黄顕声（中国語版）がまず一部の警察部隊を率いて日本軍を攻撃し、その後に遼西地区の将民と地方保安部隊が遼寧抗日義勇軍を作った。
- 1931年10月初、鳳城県警察署署長の鄧鉄梅（中国語版）が当県で東北民衆自衛軍を建立した。
- 1931年11月、北平東北社会の名門組織の東北民衆抗日救国会が、将遼寧各地及び熱東や蒙辺地区の義勇軍を統一して東北民衆自衛義勇軍と改称した。
- 1932年1月31日、李杜（中国語版）などがハルビンで吉林自衛軍を設立した。
  - 2月、旧東北軍営長王德林が中国国民救国軍を設立した。
  - 4月1日、旧東北軍の軍人で満洲国軍政部長となっていた馬占山が東北救国抗日聯軍を結成、11月海倫地区へ撤退した後に抗日武装組織を吸収して義勇軍約5万人を作る。
  - 4月2日[1]、旧東北軍歩兵第2団長・唐聚五（中国語版）が遼寧民衆自衛軍を称し挙兵、大刀会総法帥・王鳳閣と合流して通化を一時占領。また、28日には同団第3営長・李春潤と大刀会・王桐軒、朝鮮革命軍総司令・梁世奉が第6路として合流し、9月に撫順襲撃事件を引き起こす。
  - 9月27日、黒龍江省市政警備処長を更迭された蘇炳文が東北民衆救国軍を称し満州里で挙兵、領事をはじめ、満州里特務機関長小原重孝大尉、宇野国境警察署長や民間人の在留邦人・朝鮮人・満州国人数百名を人質とし、10月1日、海拉爾に進攻。ホロンバイル独立を宣言したが、12月6日までに鎮圧、人質は全員救出された。（ホロンバイル事件）

1932年には東北抗日義勇軍の各部分は約50万人まで発展していた。遼寧南部や吉林東部や黒竜江嫩江地区でゲリラ戦を進行していた。1933年から国民政府は東北義勇軍を支援し、東北協会(1933-1948年)が成立した。責任者は裴毓貞で、相次いで宋長志や王多年(金防司令)などの学生を黄埔軍校に送った。後に東北抗日聯軍を構成する一部となった。
多くの部分はソ連を経て新疆に進入した。東北抗日義勇軍は新疆に入った後、命令に従ってそれぞれウルムチとイリに駐在し、部隊の総人数は二万四千八百九十四人であった。
1945年8月15日、昭和天皇が玉音放送で無条件降伏を発表したあとに、国民政府は9月に熊式輝を東北に進駐させ東北行営主任に任じた。